# Первомайский (Щёкинский район)
Первома́йский — посёлок городского типа (рабочий посёлок) в Щёкинском районе Тульской области России. Образует городское поселение рабочий посёлок Первомайский.
Население — 10 234 чел. (2021).

## География
Посёлок расположен на изолированном ответвлении трассы «Тула-Щёкино» (1,5 км на восток), вблизи от т. н. «окружной дороги» (часть федеральной трассы «Москва-Крым»). С юга посёлок практически смыкается с северо-западным микрорайоном города Щёкино (часто используется название Станционный) и соединяется с ним асфальтовой дорогой и автобусными маршрутами 3, 4к, 5, 9, 105, 108 (бывш. 8), 111, 117, 117к, 151, 151-А, (населённые пункты разделены небольшим лесным массивом). С востока и севера окружен большими лесными массивами (полоса тульских засек).
Центр поселка застроен двух-трёхэтажными кирпичными и щитозасыпными зданиями («сталинки»), окраины — в основном кирпичные 4-х этажные «хрущёвки», окруженные домами частного сектора и садовыми участками. Однако встречаются и 5-этажные дома, в основном на Пролетарской и Индустриальной улице. Ведётся новое жилищное строительство, так на месте бывшей больницы был построен жилой комплекс "Новый Стиль", состоящий из двух 3-х этажных домов, в центре поселка жилой комплекс "Дом Культуры". Ко всему этому наблюдается строительство и частных домов. 

## История
В 1946 году в нескольких километрах от Щёкино началось строительство газового завода. Назначением его была переработка в бытовой газ низкосортных бурых углей Подмосковного бассейна. Создание этого предприятия было поручено подразделениям треста «Щёкингазстрой». Для обеспечения газового завода электрической и тепловой энергией строится Первомайская ТЭЦ, запущенная в эксплуатацию 28 декабря 1953 года. Вместе со строительством этих объектов началось строительство посёлка газовиков и химиков, и рос он так стремительно, что уже 1 апреля 1950 года получил статус рабочего посёлка и наименование «Первомайский». Но в речи старожилов ещё долго бытовало его старое, неофициальное название «Газовый».
В строительстве поселка принимали участие пленные в годы Великой Отечественной войны немецкие солдаты.  Для решения вопросов экономики и обороны страны в конце 60-х годов был построен завод синтетического волокна — производилась капроновая нить. В годы кризиса завод пришел в технологический упадок — выпускаемая нить оказалась невостребованной и довольно дорогой в производстве несмотря на наличие сырья, энергоресурсов и уникального инженерного персонала. Модернизировать завод можно было, только вложив огромные средства. Ныне помещения бывшего завода арендуют мелкие фирмы.
Производственное объединение «Азот» выделяло значительные средства на обустройство посёлка. Исторически сложилась интенсивная конкуренция между посёлком и близлежащим райцентром Щёкино. Так, например, в посёлке имелись гостиница и дворец спорта, а в райцентре — нет. Соперничество отразилось даже в мелочах — так, например, кроме улиц, в Первомайском есть и проспект — в отличие от Щёкино. Проспект носит имя Героя Советского Союза Ивана Улитина.
В результате такой заботы Первомайский был признан одним из самых благоустроенных посёлков не только в районе, но и в области. В 1968 году журнал «Здоровье» назвал Первомайский самым чистым посёлком РСФСР.

## Население
| 1959   | 1970    | 1979    | 1989    | 2002    | 2010    | 2012  |
| ------ | ------- | ------- | ------- | ------- | ------- | ----- |
| 14 461 | ↗16 725 | ↘13 838 | ↘12 536 | ↘11 264 | ↘10 058 | ↘9859 |
| 2013   | 2014    | 2015    | 2016    | 2017    | 2018    | 2019  |
| ↘9714  | ↘9597   | ↘9479   | ↘9440   | ↘9354   | ↘9315   | ↘9250 |
| 2020   | 2021    |         |         |         |         |       |
| ↘9062  | ↗10 234 |         |         |         |         |       |

## Инфраструктура
Посёлок имеет достаточно развитую социальную и бытовую инфраструктуру, в основном унаследованную от времён расцвета химкомбината:
- Первомайская кадетская школа-интернат;
- 2 средних школы, детскую музыкальную школу, школу рабочей молодёжи, 4 детских сада;
- Центр Детского Творчества г. Щекино (бывший ДК Химик);
- Дом Культуры
- центральный парк
- гостиница
- наркодиспансер
- санаторий
- Полноразмерный футбольный стадион
- больница и поликлиника (расположены в одном 4-х этажном здании);
- достаточное количество магазинов и предприятий бытового обслуживания;
- дворец спорта с плавательным бассейном (дорожки 25 м);
- пруд с оборудованным пляжем;
- почтовое отделение;
- баня
- рынок.

На окраинах посёлка располагаются крупные областные учреждения:
- дом-интернат для престарелых.
- специальное профтехучилище (бывшая колония для малолетних преступников, основана в 1979 г.)

В советские времена инфраструктура была ещё более развита и в некоторых отношениях превосходила как районный, так и областной центры. В посёлке действовали:
- футбольный стадион (в настоящее время стадион восстановлен и полностью открыт для всех желающих, на нем регулярно проводятся матчи и тренировки).
- парк аттракционов (несколько каруселей, механизированные качели, аттракцион «мертвая петля», тир), демонтирован в середине 90-х;
- крупный больничный комплекс (включал детский, инфекционный, хирургический, лабораторный и другие корпуса, роддом, станцию скорой помощи, службы, в настоящее время работает только бывший хирургический корпус, объединяющий функции стационара и поликлиники, была восстановлена станция скорой помощи);
- несколько заводских профилакториев: Синетик-1 и Синтетик-2;
- детский санаторий-профилакторий «Здоровье» для детей с нарушениями зрения (последний главврач Горяйнова М. В.), первый  корпус снесен (на его месте строится жилой комплекс из двух домов), во втором корпусе с 2018 года находится "Тульский областной наркологический диспансер № 1" ;
- узел телефонно-телеграфной связи с переговорным пунктом;
- банно-прачечный комбинат;
- дом быта с полным комплексом услуг.

В начале 70-х в посёлке на средства химкомбината было начато строительство нового здания ДК. Амбициозный проект предусматривал огромную механизированную сцену, зрительный зал, сопоставимый по размерам с домами культуры в областном центре, большое количество помещений для клубной работы. Однако ещё в советские времена строительство было заброшено на стадии кирпичной коробки, ныне здание демонтировано и на его месте построены 2 жилых комплекса по два дома каждый. Целесообразность создания такого культурного центра в посёлке населением не более 15 тысяч человек изначально была сомнительна, существующий ДК справлялся с задачами культурного обслуживания, выполняя в том числе и функции кинотеатра.
На южной окраине посёлка размещалась военно-строительная часть (расформирована, здания, в том числе жилые офицерского городка, переданы посёлку).

## Промышленность
Посёлок создавался как рабочий посёлок химкомбината, расположенного примерно в двух километрах от него из соображений безопасности и охраны здоровья. На территории самого посёлка крупные промышленные предприятия отсутствуют, имелся хлебозавод и несколько небольших складских комплексов. Несмотря на существенную зависимость по рабочим местам от химкомбината, посёлок тем не менее не является полным трудовым изолятом, в том числе и из-за близости крупных промышленных центров. В то же время большинство крупных предприятий, с которыми связан посёлок, технологически или организационно завязаны на ключевое градообразующее предприятие — «Щёкиноазот». Экономическая мощь химкомбината обеспечила посёлку интенсивное социальное и бытовое развитие, однако уже в 80-е годы комбинат начал испытывать экономические трудности, усугубившиеся с началом экономических реформ и распадом СССР. В настоящее время экономическая ситуация в районе стабилизируется, хотя по благополучию далека от периода максимального расцвета (70-е годы).
Основные предприятия в непосредственной близости от посёлка:
- ОАО «Щёкиноазот» (Щекинский химкомбинат)
- ОАО «Химволокно» (в настоящее время большинство производственных площадей сдано в аренду)
- Первомайская ТЭЦ
- Щёкинский деревообрабатывающий комбинат (ДОК) (ликвидирован, территорию и здания занимает фирма «Ди Ферро» бывш. «Стальинвест»)
- типография "ШАР"

На въезде в посёлок также находится Тульское управление магистральных газопроводов «Мострансгаза»,некогда  газоперекачивающая станция и технические службы (включая вертолётную площадку).
В 60-70-е XX в. годы вблизи посёлка действовали две угольные шахты (Подмосковный бассейн), однако по программе сворачивания угольной отрасли они были закрыты.

## Транспорт
Автобусное сообщение с Тулой, Щёкино и с территорией химкомбината. В настоящее время обеспечивается как муниципальными автобусами (А/К 1810, филиала ООО Тулаавтотранс), так и частными микроавтобусами («маршрутки»). Через посёлок проходят маршруты автобусов:
№ 3 (ул. Советская-8 Магазин),
№ 4-К (Шахта 17-Химволокно)
№ 5 (ул. Революции-Химволокно),
№ 9 (ул. Заводская-8 магазин),
№ 105 (ул. Революции- Больница),
№ 111 (8 магазин-Химволокно),
№ 115 (10 магазин-Химволокно)
№ 127 (Автовокзал-пос. Юбилейный),
№ 117 (Щекино (ул. Лукашина)-Тула (ул. Мосина))
151 и 151А (Щекино-Селиваново).
Имеется несколько местных служб такси.
Железнодорожное сообщение в посёлке отсутствует, ближайшая пассажирская станция — в Щёкино. Недалеко от посёлка также расположена железнодорожная станция Козлова Засека.
В начале XXI века на основных подъездах к посёлку были построены автозаправочные станции.
В советские времена сообщение обеспечивалось автобусами типа ЛиАЗ, работавшими в часы пик с предельной нагрузкой, в связи с чем процветал нелегальный извоз, осуществляемый водителями ведомственных автобусов (главным образом марки КАВЗ, т. н. «коробочки», подсборкой которых занимался в том числе и местный ДОК). В посёлке имелось две конечные остановки автобуса на противоположных концах («восьмой магазин» и «десятый магазин»). Таким образом, центр посёлка фактически имел автобусное сообщение с его окраинами (несмотря на малые размеры посёлка — 15-20 минут прогулочным шагом из конца в конец, что было меньше, чем время ожидания автобуса).
Существовал нереализованный проект организации троллейбусной линии «Первомайский — Щёкино — Химкомбинат».

## Достопримечательности
- Поблизости от посёлка (в деревне Кочаки) располагается Кочаковское кладбище, на территории которого находятся церковь и некрополь семьи Толстых (сам Л. Н. Толстой похоронен в Ясной Поляне).
- В Первомайском 9 мая 1957 г. открыт первый в СССР мемориал павшим в Великой Отечественной войне с Вечным огнём (на съезде в посёлок с трассы «Тула — Щёкино»)[19].

## Интересные факты
- В начале 1980-х годов в посёлке впервые в Тульской области начали устанавливать цветомузыкальную новогоднюю ёлку с электронным управлением, разработанным силами умельцев химкомбината. С 2011 года вращающуюся 30 метровую ёлку заменили на новую, статическую, со светодиодной иллюминацией, точно такую же установили и в районном центре.
- В День химика в посёлке проводился традиционный фейерверк и концерт звёзд эстрады. В советские времена он существенно превосходил по зрелищности «официальные» салюты в Туле.
- Возле поселковых школ установлены небольшие памятники Л. Н. Толстому и А. С. Пушкину.
- На Первомайском в течение нескольких сезонов в любительской лиге выступал фарм-клуб «Тула-ЩёкиноАзот-2».
- В Первомайской школе № 16 учился киноактёр Александр Фисенко, а также глава Щекинского района Александр Гамбург.